# Stefan Garwatowski

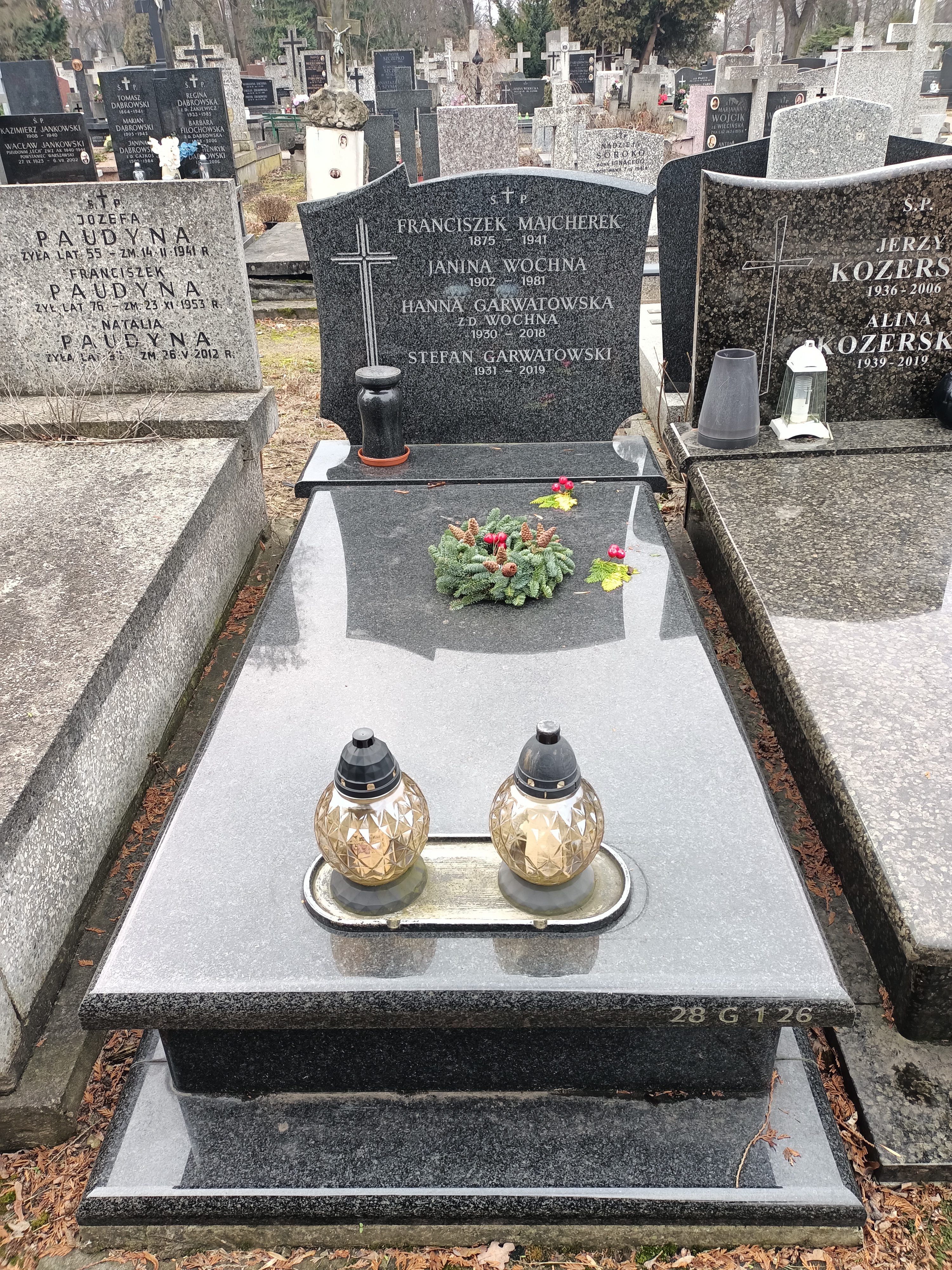
Nagrobek Stefana Garwatowskiego na Cmentarzu Bródnowskim w Warszawie

Stefan Adam Garwatowski (ur. 7 października 1931 w Warszawie, zm. 20 grudnia 2019 tamże) – polski malarz i grafik.

## Życiorys
Jako twórca czynny był od 1955. W 1956 ukończył studia na Akademii Sztuk Pięknych w Warszawie, rozpoczęte w 1950 roku. Znany był jako twórca prac o tematyce historycznej i batalistycznej, chociaż miał w swym dorobku także kompozycje abstrakcyjne, figuralne oraz sztukę użytkową. Był uczestnikiem wielu wystaw krajowych i zagranicznych, a także laureatem nagród i wyróżnień w konkursach. Przez ponad 50 lat współpracował z Muzeum Wojska Polskiego w Warszawie w którego zbiorach znalazło się 49 prac Stefan Garwatowskiego, w tym monumentalne obrazy „Grunwald 1410” i „Berlin 1945”. Jego prace znajdują się również między innymi w zbiorach Muzeum Sportu w Warszawie, Muzeum Narodowym w Lublinie oraz Muzeum Śląskiego.
W PRL odznaczony Złotym Krzyżem Zasługi i Krzyżem Kawalerskim Orderu Odrodzenia Polski. Pochowany na cmentarzu Bródnowskim w Warszawie (kwatera 28G-1-26).